# Лендел, Йожеф
Йожеф Лендел (венг. Lengyel József, в СССР носил имя и фамилию Иосиф Павлович Ленгиель, 4 августа 1896, Марцали, Королевство Венгрия, Австро-Венгрия — 14 июля 1975, Будапешт, Венгерская Народная Республика) — венгерский писатель, прозаик, поэт, журналист. В творчестве Лендела важное место занимают литературные произведения о советских лагерях.

## Образование и раннее творчество
Родился в семье зажиточного крестьянина, отец имел виноградники, занимался виноделием, торговал зерном и свининой, покупал и перестраивал дома. Начальную школу кончил в родном селе. В первом классе гимназии учился в городе Кестхей. В 1907 г. отец разорился, семья переехала в Будапешт. В 1913 г. отец умер.
В 1914 году окончил гимназию и поступил на филологический факультет Будапештского университета, где посещал также лекции по истории искусств. Некоторое время параллельно был слушателем юридического факультета университета в Пожони.
В 1916 г. вошел в кружок молодых поэтов, образовавшийся вокруг поэта-авангардиста Лайоша Кашшака. Первые стихотворения были опубликованы в журнале Кашшака «А тетт» («Действие») в мае 1916 г. В 1916—1917 гг. продолжает публиковаться журналах Кашшака: «A тетт» и сменившем его «Ма» («Сегодня»). В 1917 г. участвует в совместном сборнике «Új költök könyve» («Книга новых поэтов») со стихами Кашшака и трех начинающих поэтов, в том числе Лендела.
В 1917 г. под влиянием революционных событий в России вместе с тремя другими молодыми поэтами (Дёрдь Матьяш, Аладар Комьят, Йожеф Реваи) создает группу революционных социалистических писателей, провозгласившую программу литературного журнала «Тысяча девятьсот семнадцатый», выход которого запретила цензура. Удалось отпечатать лишь программу журнала, которую распространяли как листовку. Группа также выпустила совместный стихотворный сборник «1918 Освобождение».

## Творчество в 1920-е – 1930-е годы
В 1918 г. Лендел познакомился с взглядами венгерского теоретика марксизма Эрвина Сабо и включился в антивоенную борьбу, сблизился с руководителями нелегальной группы революционных социалистов Имре Шаллаи и Отто Корвином. После победы в конце ноября 1918 г. в Венгрии буржуазной революции («Революции астр»), вел революционную агитацию среди недовольных ее результатами рабочих. После образования ВКП (Венгерской коммунистической партии) группа присоединилась к ней. Лендел стал сотрудником органа компартии «Вёрёш уйшаг» («Красная газета»). Во время Венгерской Советской Республики он редактировал культурное приложение к «Вёрёш Уйшаг», был главным редактором газеты «Ифью пролетар» («Юный пролетарий»), вел пропагандистско-агитационную работу среди рабочих и солдат.
После поражения Советской республики несколько месяцев скрывался в пригородах и самом Будапеште. Прячась в мастерской своего друга, художника Йожефа Немеш-Ламперта, написал свою первую новеллу «Жизнь бедного Габора Ковача без нравоучений».
В конце 1919 г. ему удалось бежать в Австрию. На границе был задержан австрийской полицией и после допроса отправлен в лагерь для интернированных лиц (коммунистов, политэмигрантов) в замок Карлштайн-ан-дер-Тайя. С 1920 по 1927 гг. жил в Вене. С 1919 по 1921 гг. был членом Коммунистической партии Австрии. В 1921 г. вышел из компартии в связи с «принципиальными разногласиями по вопросу о терроре». В партию вернулся в 1924 г. В 1922—1923 гг. несколько семестров был студентом Венского университета. Женился на Ирен Корнхаузер, студентке медицинского факультета. Несколько месяцев они скитались по съемным комнатам, затем поселились в 43-м («социалистическом») бараке общежития для бедных в Гринцинге (тогда пригороде Вены). Занимался случайной работой для заработка, жил на пособие по безработице. Брак с Ирен был недолгим. Публиковался в венгерских эмигрантских изданиях. Сотрудничал в газете «Роте Фане». О годах венской эмиграции рассказал в своей книге «Венские набеги» (1970). Начал издавать серию «Библиотека писателей», в которой вышло три книги, в том числе его первая книга «О, вера Иерусалим» с одноименным стихотворением и новеллой. На немецком языке вышел рассказ и книга сказок. Занимался переводами.
В 1927 г. переехал в Берлин. Работал в Антиимпериалистической лиге, в «Профсоюзном бюллетене», органе Красного Интернационала профсоюзов (Профинтерна). В конце 1929 г. редактировал журнал «Der drohende Krieg» («Угроза войны»). Сотрудничал в ряде коммунистических газет и журналов («Berlin am Morgen», «Welt am Abend», «Film und Volk»). В 1930 г. работал на германской пролетарской киностудии «Вельтфльм» и «Прометеус-фильм». В 1929 г. написал книгу о Венгерской Советской республике «Вишеградская улица».

## Переезд в СССР
В конце апреля 1930 г. в качестве корреспондента газеты «Берлин ам морген» приехал в СССР. Был также корреспондентом газеты «Вельт ам абенд», в сентябре 1930 г. перешел на работу в Профинтерн в качестве референта и заведующего социально-экономическим отделом, сотрудничал в бюллетене «Социал-экономише арбейтер рундшау» (органе Профинтерна). В 1932—1934 гг. был редактором венгерского журнала «Шарло эш калапач». («Серп и молот»), затем работал сценаристом на киностудии «Межрабпомфильм». Ездил по стране (Донбасс, Энгельс), писал очерки, рассказы.
В 1932 г. женился на Нине Сергеевне Кизевальтер, преподавателе ритмики. В 1936 г. принял советское гражданство, в советских документах стал называться Иосиф Павлович Ленгиель.
В 1932 г. на венгерском языке вышла «Вишеградская улица», в 1933 г. под заглавием «Исторический репортаж» — на русском. Также работал над несколькими романами. Главы из романа о жизни иностранных специалистов в СССР «Иностранцы» (венгерское название Föld és külföld) были напечатаны в «Шарло эш калапач», а также на русском языке в журнале «Октябрь». Роман «Московский посол», героем которого был посол Веймарской Германии в СССР граф Ульрих фон Брокдорф-Ранцау, остался незавершенным. В 1937 г. начал роман «Беспокойная жизнь Ференца Пренна». Готовил книгу берлинских репортажей «Берлин 1930», рукопись которой сохранилась в его архиве. В 1934 г. был принят кандидатом в члены Союза советских писателей.

## Арест, лагеря, поражение в правах
21 февраля 1938 г. был арестован. В мае 1939 г. по приговору ОСО приговорен к 8 годам исправительно-трудовых лагерей (ИТЛ). В июне 1939 г. был доставлен в Норильлаг, где находился до 1943 г., затем был переведен в другие лагеря Красноярского края (в Канске, Иланске). Был освобожден 29 декабря 1946 г.
Поселился на «101-м километре», в Александрове. Первое время систематически ездил в Москву, проводил по нескольку дней с семьей. Был зачислен переводчиком в Издательство иностранной литературы. Переводил на венгерский язык (произведения А. Толстого, М. Коцюбинского) и редактировал переводы. Начал сам писать, в частности написал сказку на русском языке и рассказ «Алка».
Весной 1947 г. подал документы для возвращения на родину. В выезде ему отказали в апреле 1948 г., однако его об этом не уведомили. Зимой 1948 г. в московскую квартиру пришли с проверкой документов и застали его там. Он получил предписание в течение 24 часов вернуться по месту прописки в Александров. Там он впервые встретил Ольгу Сергеевну Анципо-Чикунскую, вдову советского дипломата Л. В. Анципо-Чикунского. Как член семьи изменника родины (ЧСИР) по приговору ОСО она отбыла 5 лет в АЛЖИРЕ (Акмолинском лагере жен изменников родины).). В Александрове она была прописана в том же доме, но жила в Москве у знакомых, и ей также было предписано проживать по месту прописки.

## Второй арест
22 ноября 1948 г. Лендела повторно арестовали в Александрове. Сначала он находился в Александровской тюрьме, затем был переведен во Владимирскую тюрьму. 9 февраля 1949 г. ОСО приговорило его к пожизненной ссылке. В марте 1949 г. был этапирован в Сибирь. Отбывал ссылку в деревне Макарово Дзержинского района Красноярского края. Работал в качестве вольнонаемного в местном колхозе сторожем, углежогом, лесником. В Макарово начал писать рассказы и повести о пережитом в лагерях, впоследствии вошедшие в его лагерный цикл. Осенью 1949 г. его изгнание добровольно разделила О. С. Анципо-Чикунская.
26 июля 1954 г. был арестован в  Дзержинском, 1 сентября 1954 г. приговорен народным судом Дзержинского района Красноярского края к трём годам ИТЛ. Заключение отбывал по 23 февраля 1955 г.
В конце февраля 1955 г. вместе с Ольгой Сергеевной вернулся в Москву. В мае 1955 г. Й. Лендел по обоюдному согласию оформил развод с женой и вступил в официальный брак с О. С. Анципо-Чикунской. 25 июня 1955 г. Военная коллегия Верховного суда СССР реабилитировала Лендела за отсутствием состава преступления.

## Возвращение на родину
В августе того же года вместе с женой после 36 лет эмиграции Йожеф Лендел вернулся на родину. Ему удалось провезти рукописи, как сохранившиеся в Москве, так и написанные в Макарове.
В 1956 г. вышла книга «Ключ» с рассказами, созданными в 1930-е годы, в 1957 г. — «Вишеградская улица». В 1958 г. опубликован начатый в эмиграции и законченный на родине роман «Беспокойная жизнь Ференца Пренна». В 1959—1960 гг. он написал исторический роман о проектировании и строительстве первого постоянного моста через Дунай, Цепного моста Сеченьи («Созидатели моста») Летом 1960 г. совершил поездку в Китай и написал книгу путевых впечатлений «Ищу середину Китая», вышедшую в 1963 г.
В последние годы жизни его гражданской женой была Илона Маргиттаи. С О. С. Анципо-Чикунской они разведены не были, до конца жизни писателя поддерживали дружеские отношения.
В 1968 г. вместе со своим другом, переводчицей его произведений на английский язык И. Дучинской приобрел дом в деревне Моносло, расположенной в 5 километрах от северного берега Балатона, где жил с весны до осени.
В конце жизни снова стал писать стихи, а также обратился к новому для него жанру драматургии.
Похоронен на кладбище Фаркашрети в Будапеште. На могиле установлен памятник работы скульптора Яноша Кальмара.

## Венгерский хроникерГулага
После возвращения на родину основное место в его творчестве занимала тема сталинских лагерей. В этом он видел свой долг человека и писателя. В конце 1950-х гг. он работал над произведениями, которые начал писать в Макарове. Работу над лагерным циклом он закончил в 1958 г. Эти произведения начали публиковаться в Венгрии в 1957 г. В 1961 г. вышла книга «Чародей», которая, помимо давшей название сборнику повести, включала еще пять рассказов и повестей на эту тему. В 1962 г. в венгерских литературных журналах были опубликованы еще три произведения: «Незабудки», «Желтые маки» и «Маленький сердитый старый господин». В Архиве Свободного общества имеется запись о том, что ортодоксальный историк-марксист Эржебет Андич подала в связи с публикацией повести «Маленький сердитый старый господин» докладную записку на имя Дёрдя Ацеля, ответственного за идеологическую политику в стране. Лайоша Иллеша, главного редактора журнала «Уй ираш», в котором она была опубликована, предупредили, чтобы впредь он воздерживался от публикации подобных произведений
Однако после того, как в ноябре 1962 г. в «Новом мире» была опубликована повесть «Один день Ивана Денисовича» А. И. Солженицына и стало известно, что ее срочно переводят на венгерский язык, Л. Иллеш принял решение опубликовать повесть Лендела «С начала до конца», которая уже некоторое время лежала в редакции. Таким образом, в Венгрии публикация повести Лендела, на месяц опередила повесть Солженицына. И поскольку последнюю одобрила советская критика, газета «Мадьяр немзет» обрушилась на Лендела с просоветских позиций, противопоставив «жизнеутверждающее» произведение советского писателя «кривому зеркалу» Лендела
В марте 1963 г. Ленделу была присуждена Премия имени Кошута за творчество в целом и особенно за повесть «Чародей». В подробном сообщении о присуждении премии радиостанция «Свободная Европа» назвала Лендела «венгерским Солженицыным», подчеркивая, что «потрясающая по силе повесть Лендела о жизни за колючей проволокой советских концентрационных лагерей и о печальной судьбе заключенных» по художественной ценности, исторической достоверности, литературной значимости не уступает повести Солженицына. А по лапидарности, простоте повествования, трагичности истории, возможно, и превосходит»
Однако присуждение Премии имени Кошута не устранило ограничений к публикации произведений Лендела о лагерях. Только в 1964 г. была опубликована его новая книга «Просроченный долг», в которую вошли произведения о лагерях. Венгерские власти стремились всячески помешать публикации его произведений за границей. Тем не менее, в 1965—1968 гг. книги Лендела вышли на основных мировых языках.

## Роман «Лицом к лицу»
В 1960 г. Лендел начал работать над новыми романами. Он задумал цикл из пяти романов, объединенных общими героями. В 1965 г. были опубликованы два романа под общим названием «Что человек выдержит?» — «Исповедь Рихарда Тренда» и «И вновь сначала» В этот же цикл входит роман «Лицом к лицу» («Очная ставка»), который писатель закончил в конце 1965 г. Действие романа охватывает два дня ранней весны 1948 г. и происходит в Венгерском посольстве в Москве и в Александрове. Почти семь лет писатель боролся за опубликование романа. В результате в конце 1971 г. роман вышел закрытым изданием «на правах рукописи» тиражом в 100 или 200 экземпляров В 1973 г. роман вышел на английском языке в Англии и в США в переводе Илоны Дучинской, скрывшейся под псевдонимом Анны Новотни. В 1975 г. — на французском и на русском языке (в Лондоне).
Борьба за публикацию романа помешала писателю написать оставшийся в отрывках пятый роман, действие которого должно было происходить в Венгрии непосредственно перед событиями Венгерской революции 1956 г. и после нее.

## Последние годы жизни, внутренняя эмиграция
В конце жизни писатель жил во внутренней эмиграции. Он не видел «ни эволюционного, ни революционного пути» изменения социалистической экономической системы. В 1968 г. он окончательно порвал с коммунизмом, хотя до конца жизни сохранял левые убеждения, выступал за социальную справедливость. 21 августа 1968 г., когда войска стран Варшавского договора, в том числе Венгрии, вторглись в Чехословакию, он записал в дневнике, что «не считает себя больше членом партии».

## Замалчивание после смерти и фальсификация взглядов писателя
В своем завещании, написанном в 1970 г., писатель запретил устраивать ему официальные похороны. Он просил поместить его литературное наследие в публичную библиотеку или архив. Однако его воля была нарушена. После его смерти властям удалось то, чего они напрасно пытались добиться при его жизни. Его представляли как одного из основателей компартии, ни на минуту не усомнившегося в коммунистических идеалах. В то же самое время его книги почти не выходили. Дневники, рукописи, переписка на долгое время были закрыты от исследователей. Только в 1988−1989 гг. вышли сначала роман, а затем книга «Из записных книжек Йожефа Лендела 1955–1975», содержавшая часть его дневников.
В СССР произведения Лендела о сталинских лагерях стали известны лишь в 1990 г. , когда вышли две книги Лендела, включавшие значительную часть его лагерных произведений.
К 120-летию писателя в 2016 г. на русском языке была издана книга «Просроченный долг», в которую вошли все произведения, посвященные советским лагерям и ссылке, а также отрывки из сибирских тетрадей 1950-1954 гг. и выдержки из записных книжек 1955-1975 гг., многие из которых опубликованы по рукописям, впервые. В послесловии Т. Лендел рассказывается о жизни писателя, прежде всего о четверти века, проведенной в СССР и давшей материал для вошедших в книгу произведений, о борьбе за их публикацию на родине и за границей, об эволюции взглядов писателя, в итоге пришедшего к разрыву с коммунистической идеологией.

## Память
- 1980 — почетный гражданин города Марцали.
- 1982 — 1-я научная конференция в г. Марцали.
- 1985 — в городе Орослань в честь писателя назвали улицу.
- 1986 — в родном городе писателя Марцали был открыт бюст писателя работы скульптора Каталин Гера и назван его именем местный краеведческий музей (в настоящее время — Музей города Марцали). В 2012 г. памятник перенесен в Сад Лендела, который носит имя отца писателя, Пала Лендела, т. к. там находилось его земельное владение.
- 1986 — на доме в деревне Моносло была установлена памятная доска.
- 1986 — 2-я научная конференция в г. Марцали.
- 1999 — в Александрове, а затем в Москве состоялись выставки «Венгры в Александрове. Писатель Йожеф Лендел и художник Виктор Тоот», проведенные Литературно-художественным музеем Марины и Анастасии Цветаевых (гор. Александров) и Венгерским культурным центром (Москва).
- 1999 — на доме, в котором в 1947–1948 гг. жил Й. Лендел в Александрове (ул. 3-я Ликоушинская, 26) открыта мемориальная доска.
- 2005 — в Марцали в Парке скульптур на ул. Сечени установлен памятник Й. Ленделу (скульптор Каталин Гера).

## Изданные на иностранных языках книги Й. Лендела
- Sternekund und Reinekund: Sechs Märchen. Drezden, Verlagsanst. Proletarischer Freidenker Deutschlands, 1923.
- Des armen Gábor Kovács Lebenslauf. Regensburg: Habbel & Naumann Verlag, 1923.
- Изобретатель Андреас. Москва, Изд. ЦК МОПР, 1930.
- Исторический репортаж. Москва, Советская Литература, 1933.
- Три домны. Москва, Журн.-газ. Объединение ЦК МОПР, 1933.
- Visegráder Strasse. Berlin; Budapest, Dietz; Corvina, 1959.
- Беспокойная жизнь Ференца Пренна или стрелки указывают будущее. Москва, Иностр. лит., 1961.
- Batte il cuore della Cina. Milano, Milano Nuova, 1964.
- Bosorák. Bratislava, Slovensky spisovatel, 1965.
- Dal principio alla fine. Milano, Ferro, 1965.
- Sortilegio. Milano, Ferro, 1965.
- From beginning to end. London, Peter Owen, 1966.
- Prenn drifting: a novel. London, Peter Owen, 1966.
- Das unruhige Leben des Ferenc Prenn. Berlin, Volk u. Welt, 1966.
- Le pain amer. Paris, Denoël, 1966.
- Die Attraktionen des Herrn Tördeky und andere Erzählungen. Reinbeck bei Hamburg, Rowohlt, 1967.
- Čarodějník. Praha, Odeon, 1967.
- From beginning to end. Englewood Cliffs, Prentic-Hall, 1968.
- The judge's chair: A novel. London, Peter Owen, 1968.
- Fra begyindelsen til enden og andre fortaellinger. Kobenhavn, Samleren, 1969.
- Acta Sanctorum and other tales. London, Peter Owen, 1970.
- Czarownik. Warszawa, Pañstwowy Instytut Wydawniczy, 1971.
- Confrontation. London, Peter Owen, 1973.
- Confrontation. Secaucus, N. J., Citadel Press, 1973.
- Лицом к лицу. London, Overseas Publications Interchange Ltd, 1975.
- Deux communistes. Paris, Fayard, 1975.
- Endurance humaine. Bp., Corvina, 1976.
- Die Bekenntnisse des Richard Trend. Berlin; Weimar, Aufbau-Verlag. 1976.
- Pohnuty život Ference Prenna. Praha, Odeon, 1976.
- Attila - Bič Boži. Praha, Lidové nakladatelství, 1978
- The Bridgebuilders. Bp., Corvina, 1979.
- Die Kettenbrücke. Berlin. Verlag der Nation; Corvina, 1981.
- Избранное. Москва, Худ. лит-ра, 1984.
- Gegenüberstellung. Frankfurt, Neue Kritik, 1990.
- Незабудки. Москва, Известия, 1990.
- Очная ставка. Москва, Радуга, 1990.
- Просроченный долг. 2016.

## Фильмы по произведениям Й. Лендела
- 1963 — «Кантата». По новелле „Oldás és kötés”, режиссёр Миклош Янчо.
- 1968 — «Венграф». Телевизионный фильм по одноименной новелле, режиссёр Йенё Хорват.
- 1969 — «Агитаторы». Фильм по произведениям Эрвина Шинко, Йожефа Лендела и др., режиссёры Дежё Мартон и Габор Боди.
- 1969 — «Я, Ференц Пренн». Телевезионный фильм по роману «Беспокойная жизнь Ференца Пренна», режиссёр Мартон Келети.
- 1970 — «Чародей». Телевизионный фильм по одноименной новелле, режиссёр Миклош Синетар.
- 1974 — «Признания». Телевизионный фильм по произведениям Лендела, режиссёр Иштван Эгри.
- 1986 — «Вишеградская улица». Телевизионный фильм, режиссёр Йожеф Руст.
- 1989 — «Желтые маки». Телевизионный фильм, режиссёр Миклош Биро.